# ردليشينات
الردليشينات (الاسم العلمي:†Redlichioidea) هي فوق فصيلة منقرضة من ثلاثيات الفصوص تتبع رتبة الردليشيات.

## التصنيف
- فصيلة الردليشات
  - جنس الردليشية